# Otto-Wilhelm Wandesleben
Otto-Wilhelm Wandesleben (* 16. Dezember 1912 in Essen; † unbekannt) war ein deutscher Polizeibeamter und  SS- Hauptsturmbannführer.

## Biografie
Zum 4. November 1933 trat Wandesleben der SS bei (SS-Nummer 124.373). Er trat nach einem abgebrochenen Universitätsstudium in den Dienst der Kriminalpolizei. In den 1930er Jahren wurde er in die Geheime Staatspolizei übernommen, wo er sich allmählich bis in höhere Positionen hocharbeitete. Am 1. Mai 1936 wurde er vom Sicherheitsdienst der NSDAP ins Hauptamt übernommen. Hier wurde er in den Folgejahren im Sicherheitsdienst-Oberabschnitt Süd und weiteren Unterabschnitten eingesetzt. Zum 30. Januar 1942 wurde er zum Obersturmführer befördert.
Im Dezember 1942 übernahm Wandesleben die Leitung des Referates IV B 3 (Sonstige Kirchen, Freimaurerei) in der Abteilung IV B (Weltanschauliche Gegner) der Amtsgruppe IV (Gestapo) im Reichssicherheitshauptamt. Er war damit neben Adolf Eichmann (Judenangelegenheiten, Räumungsangelegenheiten) und Erich Roth (Politischer Katholizismus sowie Politischer Protestantismus, Sekten) einer von drei Referenten dieser Amtsgruppe. In seinen Amtsbereich fiel die administrative Oberaufsicht des Vorgehens des NS-Sicherheitsapparates gegen die Freimaurer sowie gegen Teile des kirchlichen Widerstandes.

Im Februar 1944 wurde Wandesleben als Kulturreferent zum SD-Leitabschnitt Stettin versetzt.